# Vélodrome Georges-Préveral
Pour les articles homonymes, voir Vélodrome de Lyon.
Le vélodrome Georges Prévéral ou vélodrome de la Tête d'or, est un vélodrome situé dans le parc de la Tête d'or, à Lyon en France. Il était à l'origine en terre battue, puis en chape-ciment à partir de 1934, en revêtement synthétique rose en 1976, puis enfin en chape de résine orange à partir de 1989. La piste mesure 333,33 mètres pour 7 mètres de large. L'inclinaison maximale est de 43 degrés.

## Construction
Un premier vélodrome est inauguré le 3 mai 1894 à l'occasion de l'exposition universelle, internationale et coloniale. Plusieurs pétitions émanant d'associations cyclistes avaient alors réclamé sa construction. Il constitue alors l'un des très rares exemples français de vélodrome municipal.
Le vélodrome a ensuite été reconstruit en 1934.
Quatre statues sont installées sur le mur d'enceinte du vélodrome.

## Nom du stade
Le vélodrome a été baptisé « vélodrome Georges-Préveral » le samedi 8 avril 2006 en hommage à Georges Préveral (d) , ancien président du Sprinter Club Croix-Rousse Caluire depuis 1967 et ancien président du comité lyonnais. Un souvenir Georges Prévéral est d'ailleurs organisé annuellement au vélodrome.

## Événements
Des épreuves sur route se terminaient parfois au vélodrome : ainsi une étape du circuit des six provinces 1954 (épreuve qui deviendra par la suite le critérium du Dauphiné) aboutit au vélodrome. Elle est remportée par Maurice Nauleau.
Les championnats du monde de cyclisme sur piste 1989 y sont organisés.
Plusieurs éditions du championnat de France de demi-fond y sont organisées. C’est notamment le cas en 2017, 2020, 2021, 2023 et 2024. 
Le court central du tournoi de tennis de Lyon y a été installé tous les mois de mai de 2017 à 2024.
Des courses amateurs de cyclisme sont également organisées le week-end.

Vue de la piste en 2017.

## Galerie d'images

Le vélodrome en 1894 et ses statues
Le vélodrome sur le plan de l'exposition universelle et coloniale de 1894
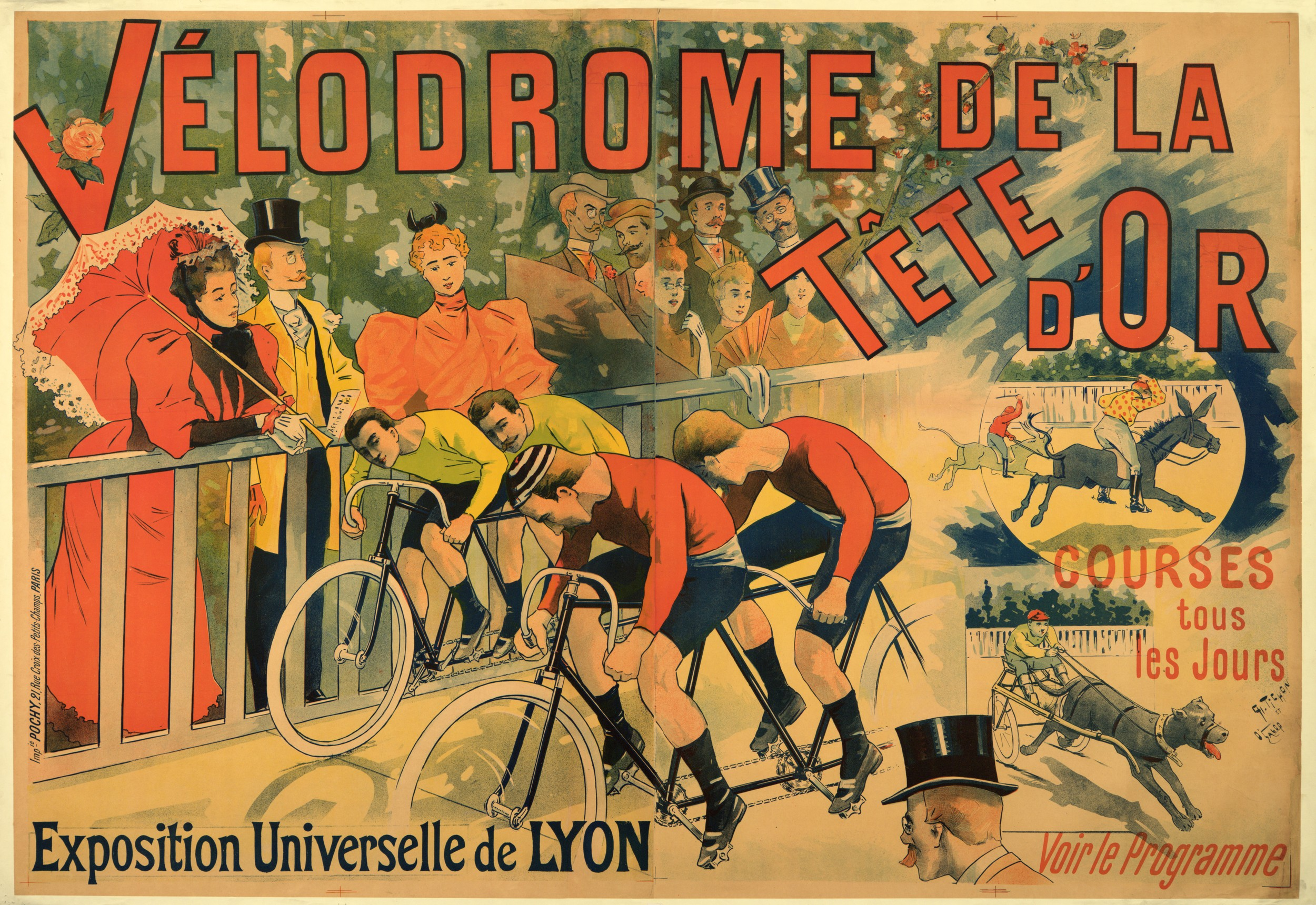
Course cycliste au vélodrome en 1914
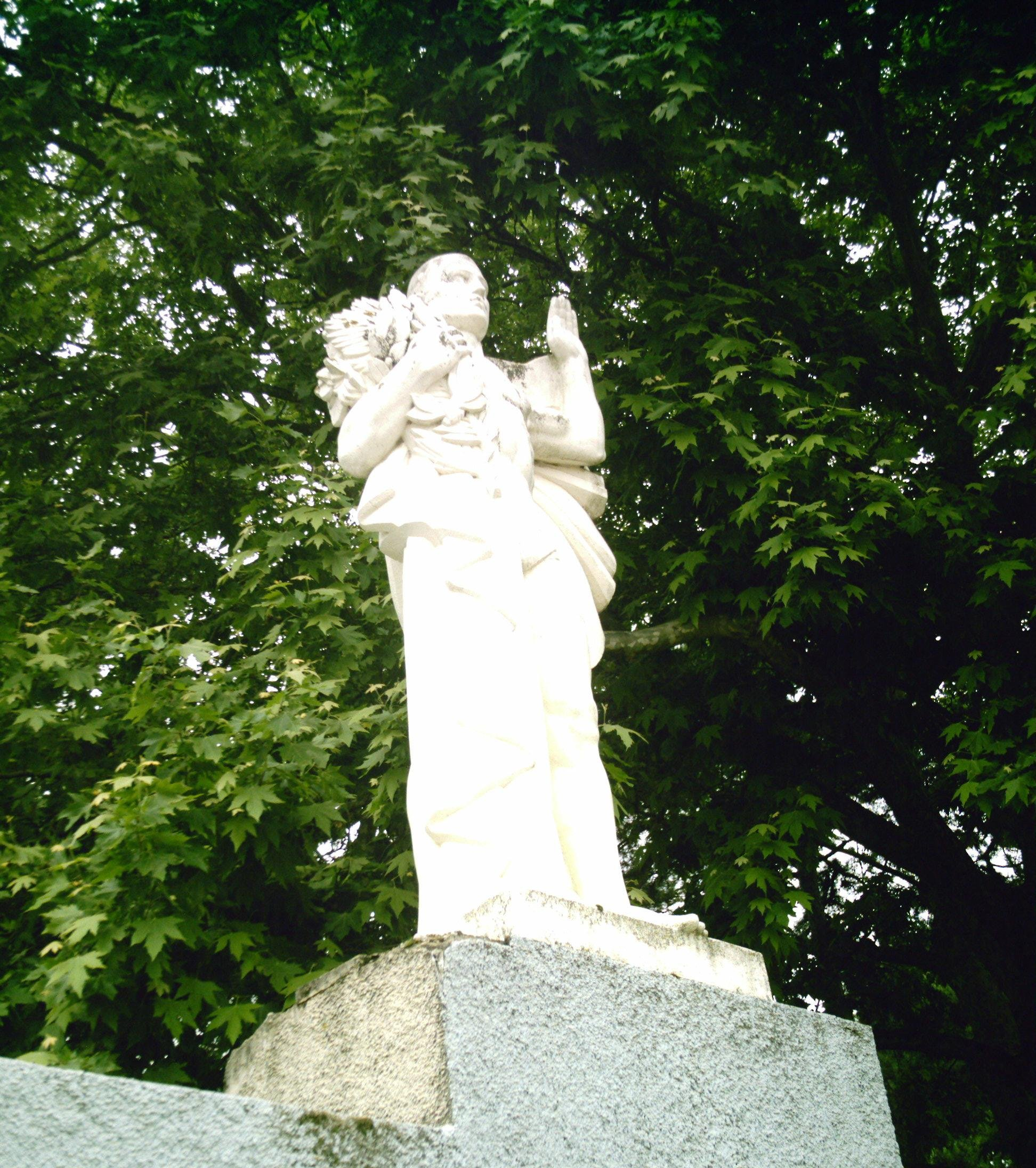
Philippides par Marcel Renard
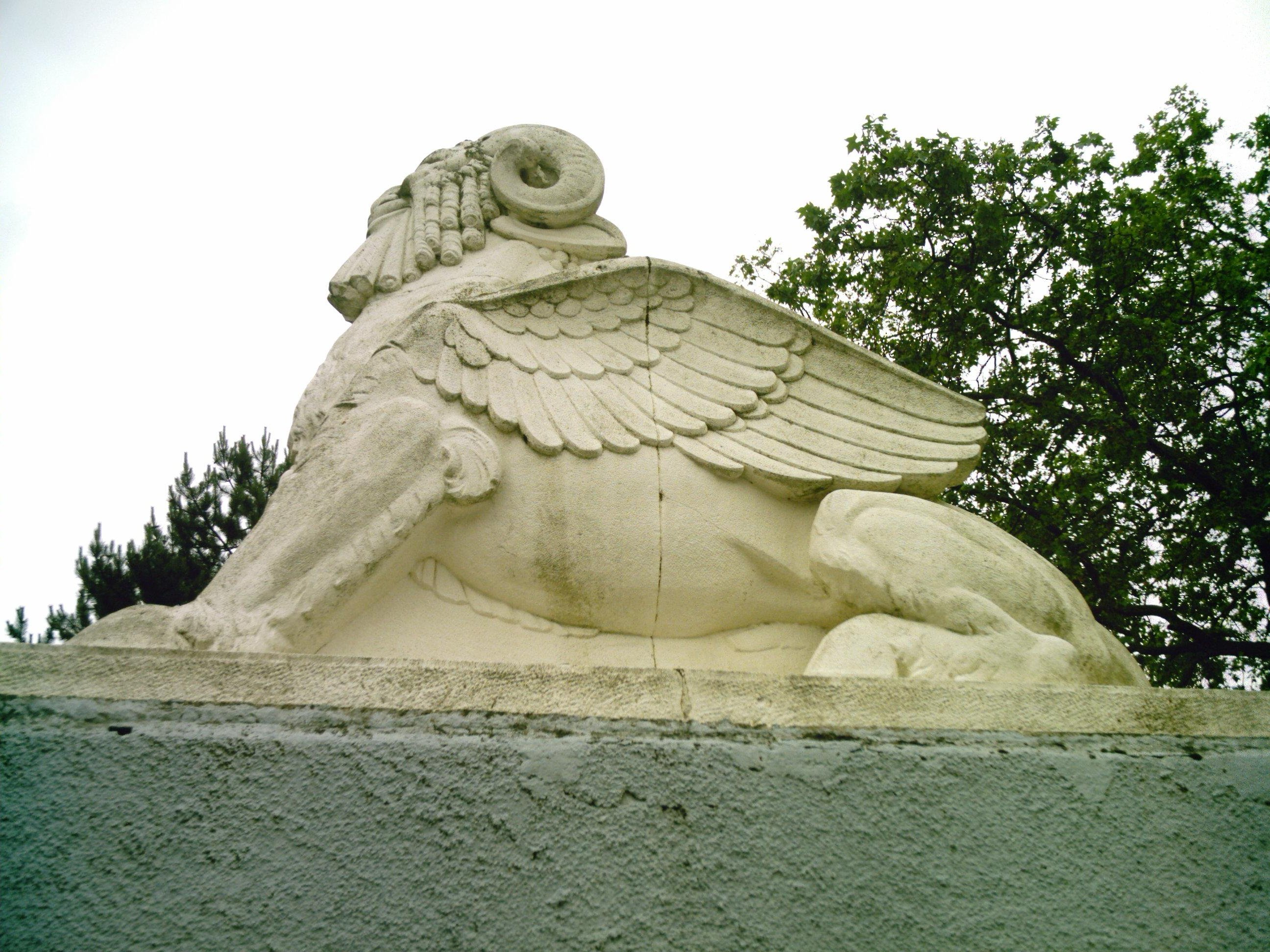
Chrysomallos par Léopold Renard
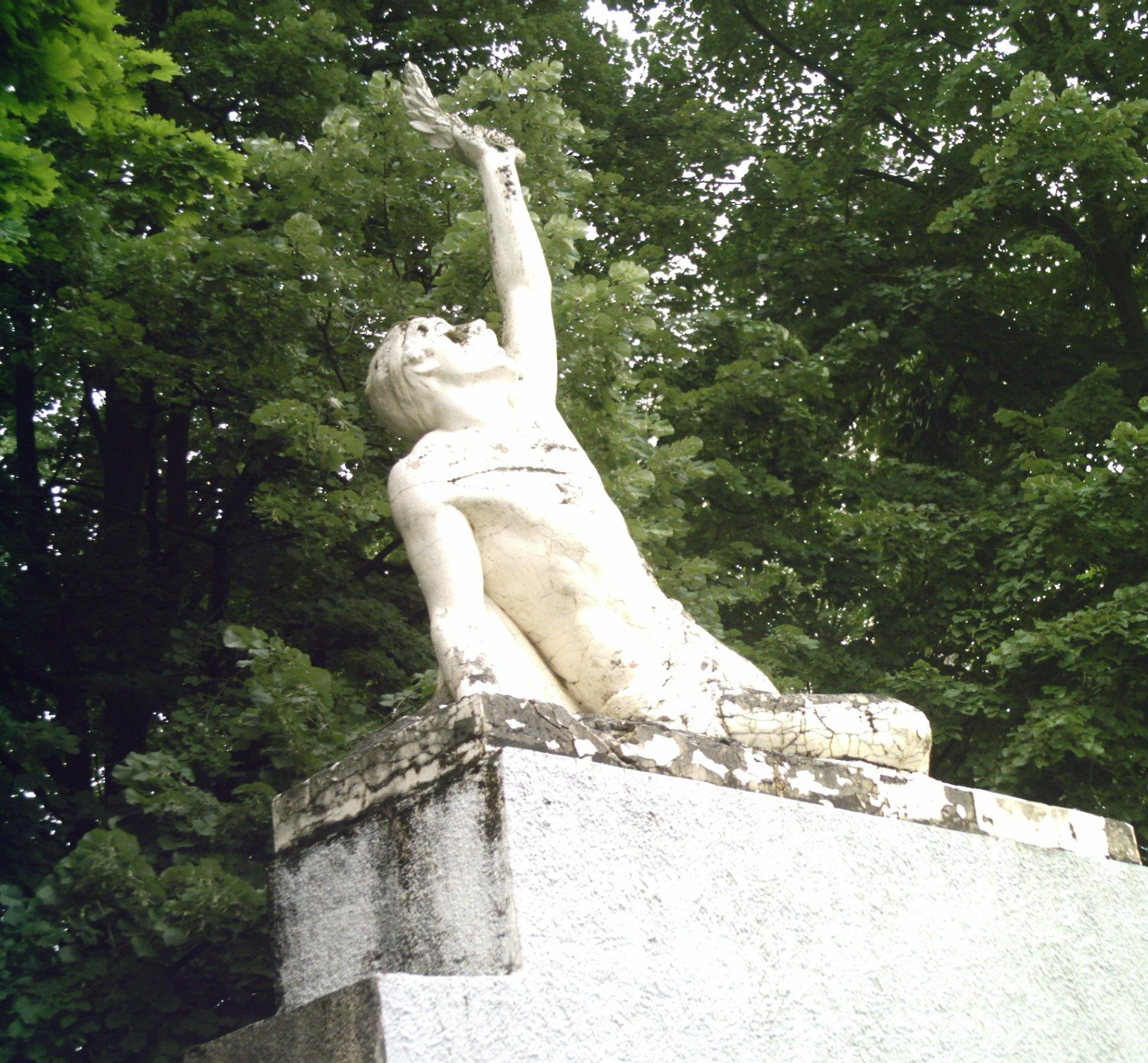
Une statue du vélodrome
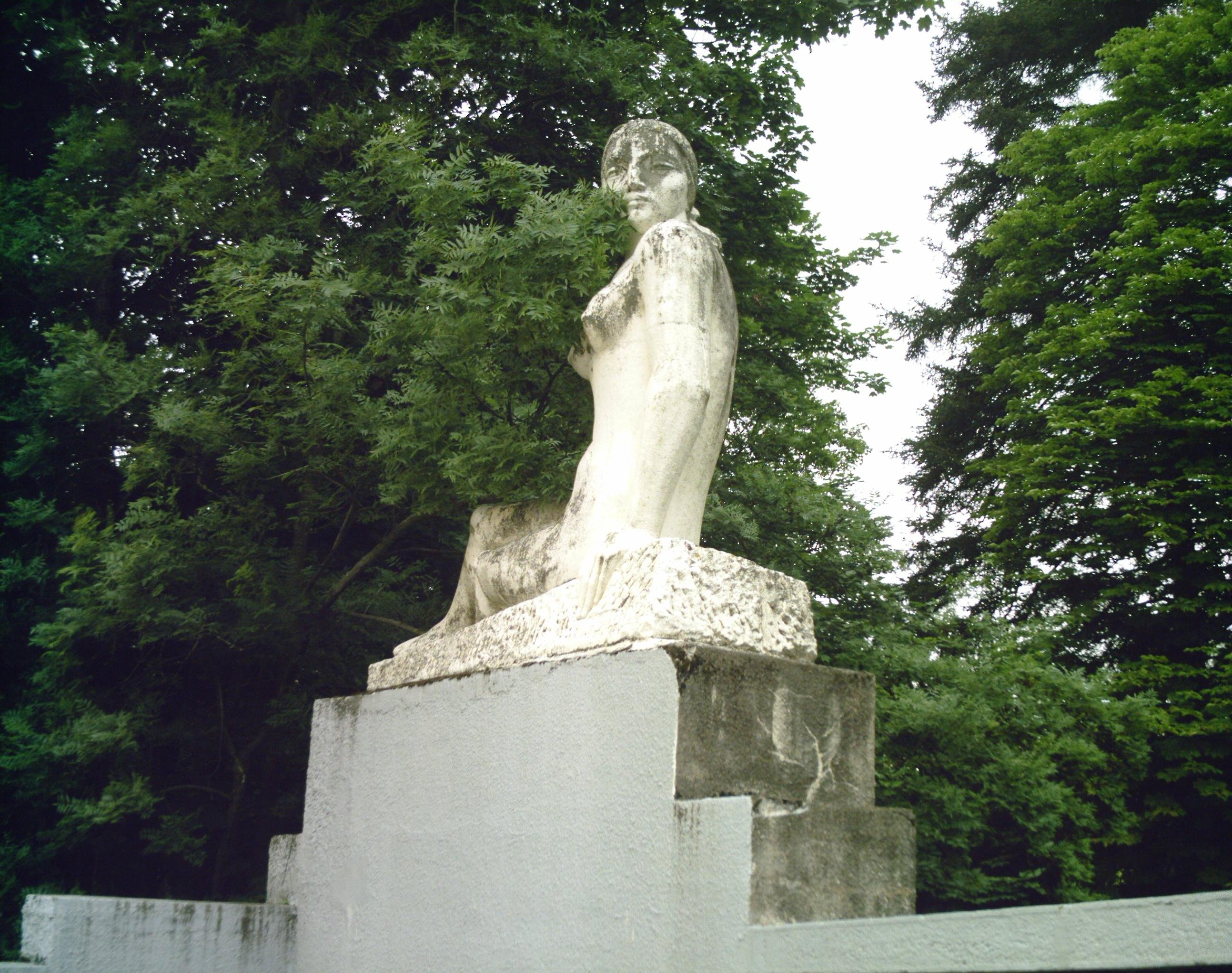
Une statue du vélodrome
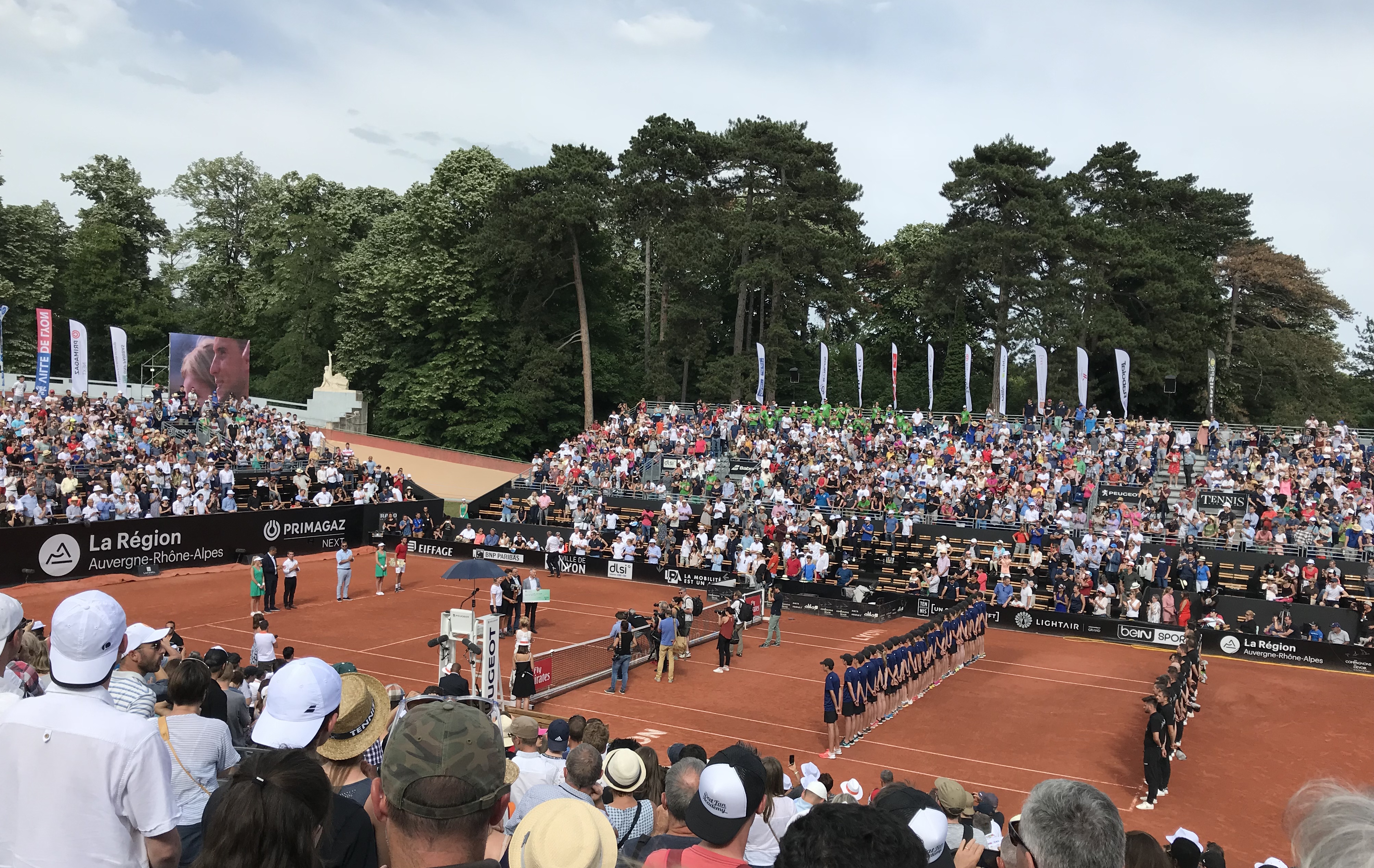
Édition 2018 du tournoi de tennis de Lyon